# 浮舟島石塔

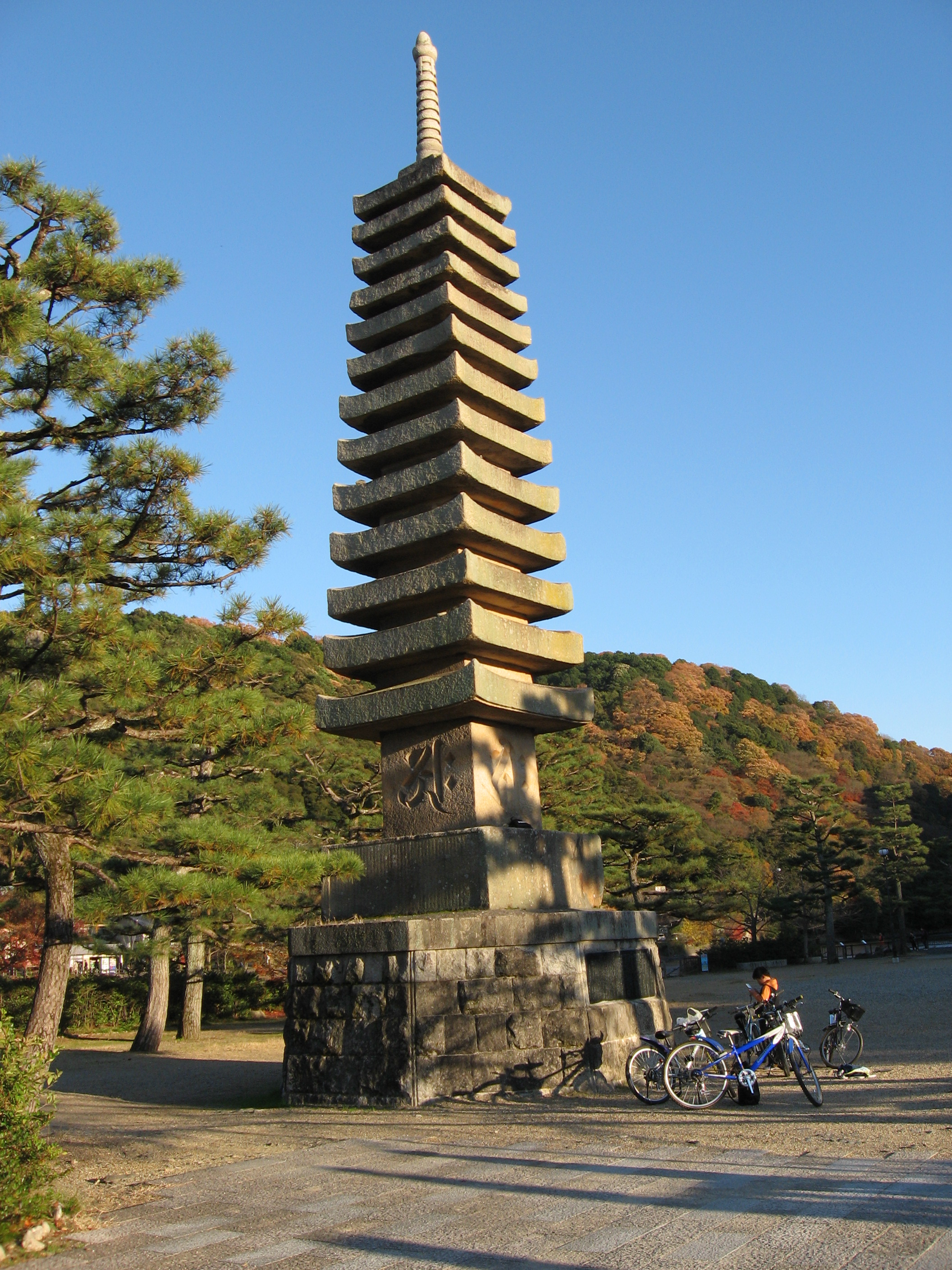
浮島十三重石塔

浮舟之島石塔（日语：／ Ukisʸima Zʸuusanzʸuu no Tou */?）是日本京都府宇治市宇治川浮舟之島（日语： Ukipᶲune no sʸima；即京都府立宇治公園“塔之島”，不同于鄱陽縣東湖内的浮舟島）的十三重石塔。塔高約15.2米，是全日本最大的古代石塔。